# Бонапарти
Бонапа́рти (італ. Buonaparte, фр. Bonaparte) — корсиканська шляхетська сім'я італійського походження, з якої вийшов Наполеон I. Французька імператорська династія, основоположником якої в 1804 був Наполеон I Бонапарт. Наполеон I посадив на престоли в різних країнах Європи членів своєї сім'ї. З крахом наполеонівської імперії (1814) всі вони втратили свої корони. У 1852 небіж Наполеона I Луї Наполеон став імператором Франції під ім'ям Наполеона III. Після встановлення Третьої республіки Бонапарти, як і нащадки попередніх династій, були вигнані за межі Франції.

## Відомі представники
- Нобіле Джузеппе Буонапарте — дрібний італійський дворянин, дід Наполеона.
- Карло Буонапарте (1746—1785) — учасник боротьби острова Корсика за незалежність, після поразки повстання перейшов на службу до французької корони і був представником Корсики при дворі короля. Батько Наполеона.

Брати й сестри Наполеона (перше покоління)
- Жозеф Бонапарт (1768—1844), король Неаполя (1806—1808), король Іспанії (1808—1813).
- Наполеон Бонапарт (1769—1821) — імператор Французів (1804—1814, 1815)
- Люсьєн Бонапарт (1775—1840) — член Ради п'ятисот, міністр внутрішніх справ (1799—1800) Першої французької республіки
- Еліза Бонапарт (1777—1820) — велика герцогиня Тосканська (1809—1814), княгиня Лукки і Пйомбіно (1805—1814).
- Луї Бонапарт (1778—1846) — король Голландії (1806—1810), батько Наполеона III.
- Поліна Бонапарт (1780—1825) — герцогиня Ґвасталли.
- Кароліна Бонапарт (1782—1839) дружина генерала Йоахіма Мюрата, який згодом став королем Неаполя (1808—1815).
- Жером Бонапарт (1784—1860) король Вестфалії (1807—1813).